# Escouade
Een escouade was de kleinste eenheid binnen een leger.
Ze bestond veelal uit 8-12 soldaten onder leiding van een korporaal. Twee of meer escouades vormden samen een sectie.